# Karolina Tolkachová
Karolina Tolkachová (16 de octubre de 1992 en Kiev, Ucrania) es una modelo ucraniana, quien a sus 18 años ganó el concurso internacional de Elite en el año 2010.

## Reseña biográfica
Tolkachová nació en 16 de octubre de 1994 en Kiev, Ucrania. En donde también realiza sus estudios escolares en la ciudad en donde ella nació.

## Elite Model Look Internacional 2010
A sus 18 años de edad, representó a su patria en la final mundial del concurso anual de Elite Model Look, que se celebró en Shanghái, se convirtió en la ganadora de entre 66 finalistas de todo el mundo. Después de un contrato de tres años firmado con la agencia de modelos Elite Model Management.
| Predecesor: · Julia Saner · Suiza | Elite Model Look Internacional 2010 | Sucesor: · Julia Schneider · Suecia |